# Eulalie

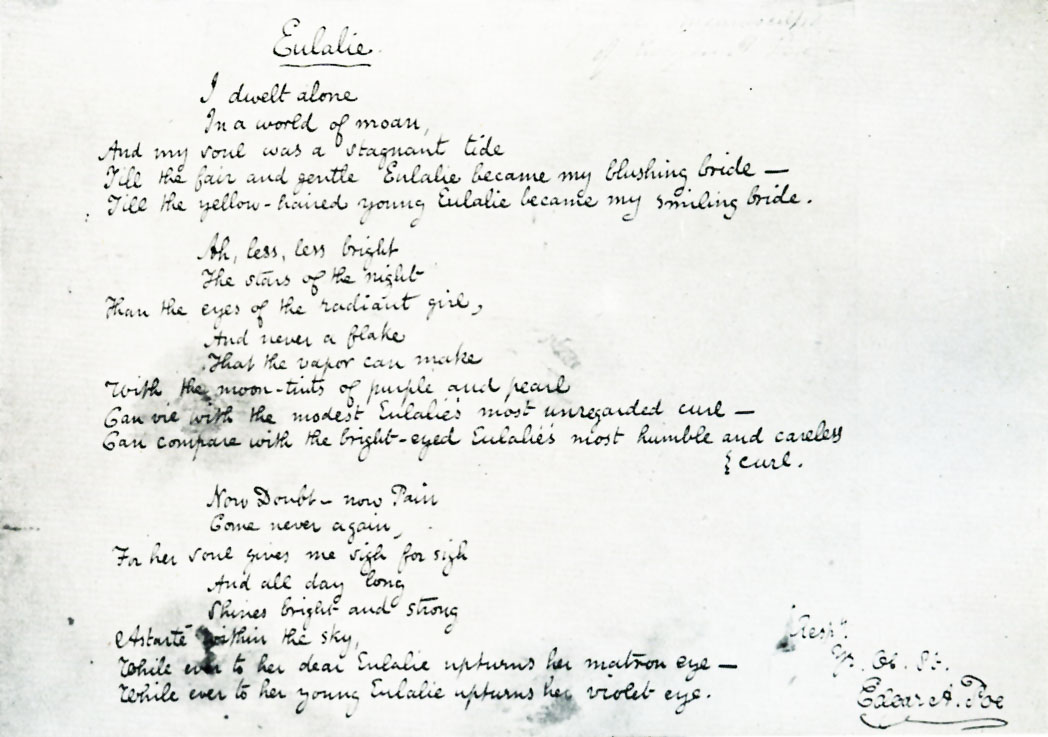
Manuscrisul original al poemului „Eulalie” cu semnătura lui Poe

„Eulalie” sau „Eulalie - A Song” este un poem al scriitorului american Edgar Allan Poe, publicat inițial în numărul din iulie 1845 al The American Review și retipărit la scurtă vreme în numărul din 9 august 1845 al revistei Broadway Journal.

## Rezumat
Poemul este un cântec nupțial despre un om care-și depășește tristețea prin căsătoria cu frumoasa Eulalie. Dragostea femeii  are aici un efect de transformare asupra naratorului, ducându-l dintr-o „lume de lacrimi” într-o lume a fericirii.

## Analiză
Poemul utilizează o temă frecventă a lui Poe și anume tema „moartea unei femei frumoase”, pe care el o considera ca fiind „subiectul cel mai poetic din lume”. Folosirea acestei teme a fost adesea sugerată de criticii și biografii lui Poe ca fiind autobiografică, ea decurgând din pierderea repetată a femeilor de-a lungul vieții lui Poe, inclusiv mama sa Eliza Poe și mama sa adoptivă Frances Allan. În cazul în care ar fi autobiografic, „Eulalie” s-ar putea referi la relația lui Poe cu soția sa Virginia. El pare să exprime faptul că ea i-a ridicat moralul și i-a alungat sentimentele de singurătate. După moartea Virginiei, în 1847, Poe mâzgălise pe o copie manuscris a poemului „Eulalie” un cuplet, cunoscut acum sub titlul „Deep in Earth”. Nu este clar dacă Poe intenționa ca acesta să facă parte din „Eulalie”, să fie un poem nou neterminat sau doar o notă personală.
Poetic, numele Eulalie scoate în evidență sunetul literei „L”, un truc frecvent întâlnit la personajele feminine ale lui Poe precum „Annabel Lee”, „Lenore” și „Ulalume”.

## Istoricul publicării

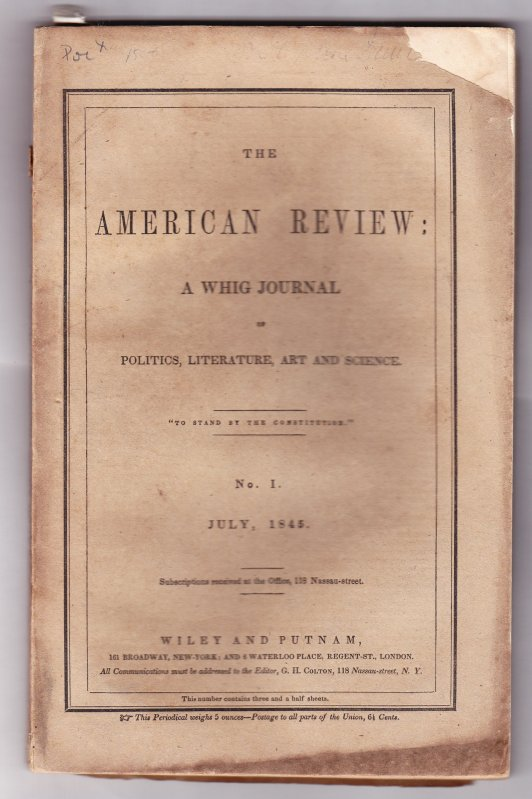
„Eulalie” a apărut în The American Review, iulie 1845, Wiley and Putnam, New York.

Poemul a fost publicat pentru prima dată sub titlul „Eulalie - A Song” în numărul din iulie 1845 al American Review - el a fost singurul poem nou pe care Poe l-a publicat în acel an, în afară de „Corbul”.
Prima traducere în limba română a fost realizată de Emil Gulian și publicată în 1938 în volumul Poemele lui Edgar Allan Poe, editat de Fundația pentru Literatură și Artă „Regele Carol al II-lea” din București.